# Kältepol
Als Kältepol wird der Ort mit den tiefsten (gemessenen) Temperaturen auf der Erde bezeichnet. Der Begriff stammt aus der Zeit der berühmten Polarexpeditionen; analog zu ihm wurde das Gegenwort Hitzepol gebildet.

## Globaler Kältepol der Erde
Ursprünglich wurde der globale Kältepol, an dem die tiefste jemals meteorologisch gemessene Temperatur der gesamten Erde gemessen wurde (auch als absoluter Kältepol bezeichnet) mit −89,2 °C angegeben. Diese Temperatur wurde am 21. Juli 1983 bei der Forschungsstation Wostok-Station in der Antarktis gemessen und vom WMO bestätigt.
Neuere Messdaten legen nahe, dass die tiefste gemessene Temperatur auf unserem Planeten unterhalb von −90 °C lag. Die Fachzeitschrift Geophysical Research Letters veröffentlichte 2018 einen Artikel, der die Messergebnisse des Erdbeobachtungssatelliten Landsat 8 in der östlichen Antarktis übertraf: In den Wintern von 2004 bis 2016 wurden an rund 100 Standorten in der östlichen Antarktis Oberflächentemperaturen von etwa ~−98 °C gemessen. Die Auswertung der Satellitenmessungen der Bodenoberflächentemperatur ergab zudem einen Tiefstwert von −98,6 °C am 22. Juli 2004 bei 82,07° S / 60,72° O Vergleiche mit meteorologisch ermittelten Lufttemperaturen zeigten Extremwerte von −94±4 °C in 2 m Höhe. Dieser Wert wurde jedoch von der World Meteorological Organization aufgrund der zur Ermittlung gewählten Methode abgelehnt.
Per Satellitenbeobachtung wurde für einen Bereich der Antarktis nahe Dome A für den 10. August 2010 eine Bodenoberflächentemperatur von −93,2 °C  ermittelt, aber nicht meteorologisch gemessen.
Die bisher tiefste auf der Nordhalbkugel gemessene Temperatur wurde am 22. Dezember 1991 mit −69,6 °C von einer automatischen Wetterstation in Grönland ermittelt.

## Kältepol aller bewohnten Gebiete der Erde
Der Kältepol aller bewohnten Gebiete der Erde, an dem die tiefste jemals gemessene Temperatur aller dauerhaft oder ständig bewohnten Gebiete der Erde gemessen wurde, wird auch als sekundärer Kältepol bezeichnet. Den Titel teilen sich zwei Orte (WMO-anerkannte Werte):
- Werchojansk in Nord-Ostsibirien (Jakutien, Russland): −67,8 °C[2][6] (5. und 7. Februar 1892)
- Oimjakon in Nord-Ostsibirien (Jakutien, Russland): −67,8 °C[2], nach anderen Angaben −67,7 °C[6] (6. Februar 1933)

Beide Orte liegen im extrem kalten subarktischen Klima nach der Köppen-Geiger-Klassifikation.